# سيلاب (أذر شهر)
سيلاب هي قرية في مقاطعة أذر شهر، إيران. عدد سكان هذه القرية هو 1,414 في سنة 2006.